# Titularbistum Semina
Semina ist ein Titularbistum der römisch-katholischen Kirche.
Es geht zurück auf einen untergegangenen Bischofssitz in der gleichnamigen antiken Stadt, die in der römischen Provinz Africa proconsularis (heute nördliches Tunesien) lag. Der Bischofssitz war der Kirchenprovinz Karthago zugeordnet.
| Titularbischöfe von Semina |                                                     |                                      |                  |                 |
| Nr.                        | Name                                                | Amt                                  | von              | bis             |
| 1                          | Pierluigi Sartorelli Titularerzbischof pro hac vice | Apostolischer Pro-Nuntius            | 9. November 1967 | 7. Oktober 1972 |
| 2                          | Thomas Khamphan                                     | Apostolischer Vikar von Paksé (Laos) | 10. Juli 1975    | 26. Juli 2001   |
| 3                          | Timothy Anthony McDonnell                           | Weihbischof in New York (USA)        | 30. Oktober 2001 | 9. März 2004    |
| 4                          | Ján Orosch                                          | Weihbischof in Trnava (Slowakei)     | 2. April 2004    | 11. Juli 2013   |
| 5                          | Rudolf Pierskała                                    | Weihbischof in Opole (Polen)         | 7. Dezember 2013 |                 |